# Luisa Muraro

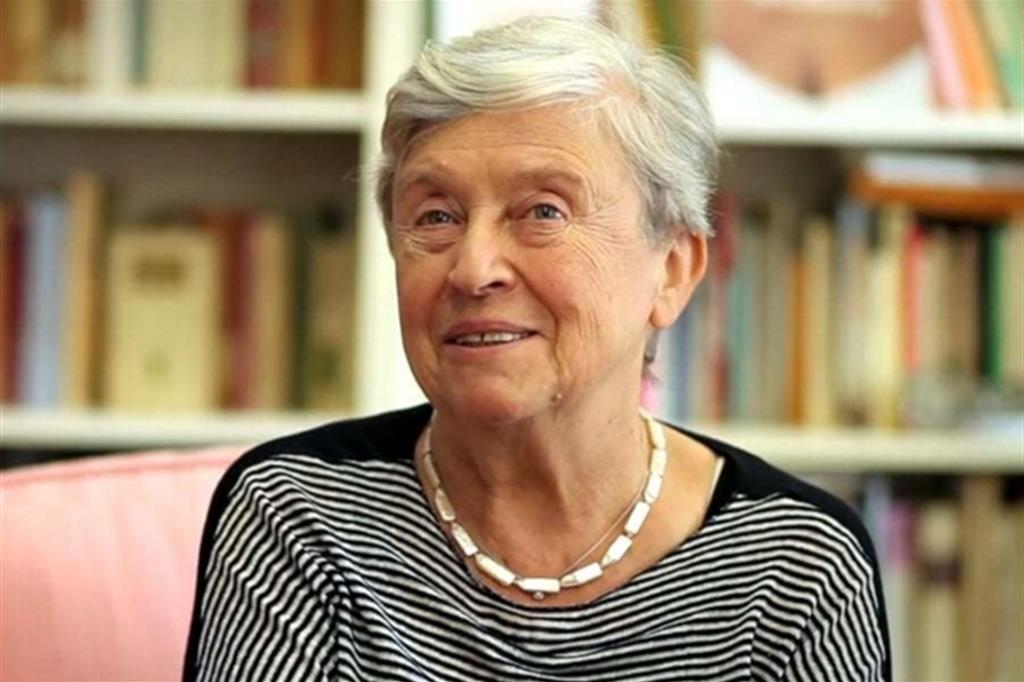
Luisa Muraro (2018)

Luisa Muraro (* 14. Juni 1940 in Montecchio Maggiore, Provinz Vicenza) ist eine italienische Philosophin und eine Vordenkerin des italienischen Differenzfeminismus (Il pensiero della differenza sessuale).

## Leben
Luisa Muraro wurde als sechste von elf Kindern geboren. Ihr Vater war ein Widerstandskämpfer der Resistenza. Sie studierte an der Università Cattolica del Sacro Cuore in Mailand, wo sie 1965 ihr Examen in Philosophie ablegte. 1968 unterbrach sie ihre akademische Karriere, beteiligte sich an der Studentenbewegung und schloss sich einer feministischen Gruppe an. Einige Jahre unterrichtete sie an einem Gymnasium. 1975 gründete sie zusammen mit anderen Feministinnen das Frauenkollektiv und den Mailänder Frauenbuchladen Libreria delle donne di Milano. Von 1976 bis 2005 lehrte und forschte sie an der Philosophischen Fakultät der Universität Verona mit dem Schwerpunkt Sprachphilosophie. Ihre wissenschaftshistorische Dissertation Giambattista della Porta Mago e scienziato gab 1978 der Verlag Feltrinelli in Mailand heraus. Mit den Philosophinnen Chiara Zamboni, Wanda Tommasi und Adriana Cavarero rief sie 1984 in Verona die Gruppe Diotima ins Leben, benannt nach der literarischen Figur in Platons Dialog Symposion. Muraro ist Mutter eines Sohnes.

## Denken
Luisa Muraro gilt als die herausragende Denkerin des philosophisch-feministischen Ansatzes Il pensiero della differenza sessuale (Denken der Geschlechterdifferenz), den sie mit der Gruppe Diotima und dem Mailänder Autorinnenkollektiv entwickelte. Einflussreich in der italienischen und in der deutschen Frauenbewegung war ihre philosophische Abhandlung L'ordine symbolico della madre, die 1993 in der deutschen Übersetzung mit dem Titel Die symbolische Ordnung der Mutter erschien. In Anlehnung an die französische Philosophin Luce Irigaray, von der Muraro zwei Werke ins Italienische übersetzte, stellten die italienischen Differenzdenkerinnen laut Heike Kahlert die These auf, „dass die Geschlechterdifferenz im abendländischen Diskurs nicht als egalitäre gedacht worden sei, sondern sich innerhalb einer Identitätslogik bewege, in der Weiblichkeit nur als Negation und Komplementarität von Männlichkeit gelte.“ Neben der Differenz zwischen den Geschlechtern unterscheiden sie auch die Differenz zwischen Frauen und innerhalb jeder Frau. Ausgehend davon arbeiteten sie eine Politik der Beziehungen zwischen Frauen aus, die sie als „Affidamento“ (abgeleitet vom italienischen Verb „affidarsi“, „sich anvertrauen“) bezeichnen, eine Praxis, mit der sich Frauen wechselseitig Autorität und Macht verleihen. Dies sei notwendig, da es für die weibliche Perspektive innerhalb der männlichen symbolischen Ordnung keinen Platz für Frauen gäbe, eine eigene Sprache zu finden und sich als politische Subjekte zu entfalten. Diese Politik führe zu einer neuen symbolischen Ordnung, die jedoch nur entstehen könne, wenn die Beziehung zur Mutter, als primärer Beziehung, aufgearbeitet und geschätzt werde. Die italienischen Differenzdenkerinnen treten für eine Politik der Frauen als Querschnittspolitik ein und lehnen eine Politik für Frauen ab, da eine spezifische Frauenpolitik die weibliche Unterordnung unter das männlich geprägte Allgemeine bestätigen würde.

## Veröffentlichungen in deutscher Übersetzung (Auswahl)
- Vilemína und Mayfreda. Die Geschichte einer feministischen Häresie. Kore Verlag, Freiburg 1987, ISBN 3-926023-04-X.
- Die symbolische Ordnung der Mutter (L' ordine simbolico della madre, Rom 1991). Campus Verlag, Frankfurt 1993, ISBN 3-593-34829-2.
- Die Menge im Herzen (La folla nel cuore, Rom 2000). Christel Göttert Verlag, Rüsselsheim 2001, ISBN 3-922499-53-8.
- Der Gott der Frauen (Il Dio delle donne, Mailand 2003). Frank & Timme, Berlin 2009, ISBN 978-3-86596-214-0.
- Stärke und Gewalt (Dio è violent, Gransasso 2012). Christel Göttert Verlag, Rüsselsheim 2014, ISBN 978-3-939623-48-9.
- Nicht alles lässt sich lehren (Non si può insegnare tutto, Editrice La Scuola 2013). Christel Göttert Verlag, Rüsselsheim 2015, ISBN 978-3-939623-57-1.

mit Diotima
- Die Welt zur Welt bringen. Politik, Geschlechterdifferenz und die Arbeit am Symbolischen. (Hrsg., aus dem Italienischen übersetzt und kommentiert von Andrea Günter, Dorothee Markert und Antje Schrupp). Ulrike Helmer Verlag, Königstein im Taunus 1999, ISBN 3-89741-030-3.
- Jenseits der Gleichheit. Über Macht und die weiblichen Wurzeln der Autorität. (Hrsg. und aus dem Italienischen übersetzt von Dorothee Markert und Antje Schrupp). Ulrike Helmer Verlag, Königstein im Taunus 1999, ISBN 3-89741-023-0.
- Macht und Politik sind nicht dasselbe. Ulrike Helmer Verlag, Sulzbach 2012, ISBN 978-3-89741-338-2.